# Bernard Madoff
Bernard Lawrence Madoff (29. dubna 1938 Queens, New York – 14. dubna 2021) byl americký investiční bankéř, někdejší předseda burzy NASDAQ a pachatel největší zpronevěry v dějinách USA.

## Život
Narodil se 29. dubna 1938 v Queensu ve státě New York Sylvii a Ralphu Madoffovi, do židovské rodiny jako vnuk imigrantů z Polska, Rumunska a Rakouska.
V roce 1960 vystudoval politické vědy na Hofstrově univerzitě na Long Islandu v New Yorku a začal se věnovat podnikání. Téhož roku založil společnost Bernard L. Madoff Investment Securities a až do prosince 2008 byl jejím předsedou. Stal se respektovaným finančníkem. Jeho firma byla jedním z největších obchodníků na Wall Streetu a on sám byl považován za přední osobnost židovské filantropie.

### Investiční skandál
V prosinci 2008 byl zatčen agenty FBI a obviněn z rozsáhlého podvodu, jednoho z největších v americké historii. Podle FBI jím řízené hedgeové fondy byly založeny na tzv. Ponziho schématu, což je určitá varianta podvodného podniku. Madoff lákal klienty do fondů na vysoké výnosy, které ale nevyplácel z výnosů, nýbrž z vkladů nově příchozích klientů. On sám své pochybení podle deníku Financial Times přiznal. Podvodem byly postiženy i velké a renomované finanční instituce jako BNP Paribas, Santander nebo Société Générale. Systém se zhroutil, když investoři požádali o výběr 7 miliard dolarů.
Na podvod upozornili jeho synové Mark a Andrew, z nichž první následně spáchal sebevraždu. Dne 10. března 2009 proběhlo první jednání soudu, ve kterém za zpronevěru 50 miliard dolarů finančníkovi hrozil až dvacetiletý trest odnětí svobody. Případ mimo jiné odhalil slabiny v regulačním systému amerických finančních trhů, Komise pro cenné papíry a burzy totiž od 90. let i přes upozorňování nic závadného v aktivitách Madoffovy společnosti neshledala. Dne 12. března 2009 Madoff u soudu přiznal vinu u všech 11 obvinění, podle kterých klamal investory a zpronevěřil až 50 miliard dolarů. Madoff zároveň poté, co se přiznal, prohlásil: „Hluboce se omlouvám a stydím se“. Vedle něj bylo v kauze odsouzeno dalších 14 lidí. Americká federální prokuratura pro něj požadovala trest 150 let vězení a pokutu 170 miliard dolarů za zpronevěru až 65 miliard dolarů. Rozsudek zahrnující odnětí svobody v maximální výši 150 let byl vynesen 29. června 2009.
V roce 2010 agentura Reuters uvedla, že se Madoff ve vězení spřátelil s Carminem Persicem ze sicilské mafie Cosa nostra v New Yorku, který tam vykonával svůj doživotní trest. Dne 14. dubna 2021 média ohlásila, že v americké věznici při výkonu trestu zemřel.

## V kultuře
Investigativní program televize PBS Frontline uvedl v květnu 2009 epizodu nazvanou The Madoff Affair.
Roku 2010 vznikl dokumentární film režiséra Jeffa Prossermana Chasing Madoff, který sledoval desetileté úsilí vyšetřovatele Harryho Markopolose.
V roce 2016 televize ABC uvedla dvoudílný televizní film režiséra Raymonda De Felitty Madoff, v němž finančníka hrál Richard Dreyfuss a jeho manželku Ruth Blythe Danner.
Stanice HBO v roce 2017 uvedla televizní film režiséra Barryho Levinsona Čaroděj ze země lží věnovaný kauze Bernarda Madoffa, v hlavních úlohách manželského páru Madoffových účinkovali Robert De Niro a Michelle Pfeifferová.